# Lost and Delirious
Lost and Delirious (1999), llamada El último suspiro en España, es la primera película rodada por Léa Pool en inglés. 

## Argumento
La película trata sobre la amistad entre tres adolescentes, dos de las cuales mantienen una relación amorosa, y de cómo la viven dentro de un colegio privado. A lo largo de toda la película las chicas, se cuestionan sus relaciones entre una y otra y la autoridad de los demás, mientras intentan desesperadamente buscar el verdadero amor y las conexiones emocionales en su confusa vida adolescente. Es una película que trata sobre los dilemas internos y hacia fuera sobre el hecho de ser homosexual, sobre lo obsesivo que puede llegar a ser el amor cuando se ama de verdad y sobre la forma con la que una se toma la vida según la importancia que le dé a lo que los demás piensen.

## Reparto
- Piper Perabo como Pauline 'Paulie' Oster.
- Jessica Paré como Victoria 'Tory' Moller.
- Mischa Barton como Mary 'Mouse' Bradford.
- Jackie Burroughs como Faye Vaughn.
- Mimi Kuzyk como Eleanor Bannet.
- Graham Greene como Joe Menzie.
- Emily VanCamp como Allison Moller.

- Datos: Q902480